# Parmouti
Parmouti (in copto: Ⲡⲁⲣⲙⲟⲩⲧⲉ, Parmoute), conosciuto anche come Pharmouthi (in greco: Φαρμουθί, Pharmouthí) e Barmudah (in arabo: برموده), è l'ottavo mese dei calendari egizio e copto. Nel calendario Gregoriano, Parmouti corrisponde al periodo che va dal 9 aprile all'8 maggio.
Nell'antico Egitto, il mese di Parmouti era anche il quarto mese della stagione del Peret ("primavera", "emersione" o "comparsa delle terre"), il periodo in cui le acque del Nilo retrocedevano e i campi cominciavano a dare frutti nelle terre egiziane.

## Nome
Il nome del mese di Parmouti deriva dal nome della divinità egiziana Renenutet, ossia "La nutriente".

Il nome in lingua egizia era: 
| r · n · n | t | I15 |

 (Rnwtt).

## Sinassario copto del mese di Parmouti
Di seguito il sinassario del mese:
| Copto      | Giuliano | Gregoriano | Commemorazioni |
| ---------- | -------- | ---------- | --- |
| Parmouti 1 | Marzo 27 | Aprile 9   | - Morte di Aronne, sacerdote. - Morte di San Silvano, monaco. - Attacco berbero al monastero di San Macario il Grande. - Daesh bombarda la cattedrale di San Marco ad Alessandria e la chiesa di San Giorgio a Tanta, in Egitto.                                                                                          |
| 2          | 28       | 10         | - Martirio di San Giacomo il Maggiore, apostolo e fratello di San Giovanni apostolo ed evangelista. - Martirio di San Cristoforo. - Morte di San Giovanni IX, ottantunesimo Papa di Alessandria |
| 3          | 29       | 11         | - Morte di San Giovanni, vescovo di Gerusalemme. - Morte di San Michele V, settantunesimo Papa di Alessandria. - Martirio di San Teodoro. |
| 4          | 30       | 12         | - Martirio dei Santi Vittore, Decio, Irene, vergine, e degli uomini, le donne e le vergini con loro uccisi. |
| 5          | 31       | 13         | - Commemorazione del profeta Ezechiele. - Martirio di Sant'Ippazio, vescovo di Gangra. |
| 6          | Aprile 1 | 14         | - Commemorazione dell'apparizione del Signore a San Tommaso apostolo dopo la sua resurrezione. - Morte di Santa Maria Egiziaca. - Morte di Sant'Abdel Messih El-Makari. |
| 7          | 2        | 15         | - Morte di Gioacchino, nonno del Signore Gesù Cristo. - Morte di San Macrobio. - Morte dei Santi Agapio, Teodora e Metruf. |
| 8          | 3        | 16         | - Martirio delle sante vegini Agape, Irene e Shiona. - Martirio di centocinquanta credenti per mano del re della Persia. |
| 9          | 4        | 17         | - Morte di San Zosima. - Commemorazione del miracolo he avuto luogo per mano di San Shenuda I, cinquantacinquesimo Papa di Alessandria. |
| 10         | 5        | 18         | - Morte di Sant'Isacco, discepolo di Sant'Apollo. - Morte di San Gabriele II, settantesimo Papa di Alessandria. |
| 11         | 6        | 19         | - Morte di Santa Teodora, suora. - Morte di San Giovanni, vescovo di Gaza. |
| 12         | 7        | 20         | - Commemorazione dell'arcangelo Michele. - Commemorazione di Sant'Antonio, vescovo di Tamoui. - Morte di Sant'Alessandro, vescovo di Gerusalemme. |
| 13         | 8        | 21         | - Martirio di San Giosuè e di San Giuseppe, discepoli di San Melio. - Commemorazione di Santa Dionisia (Denisa), diaconessa, e di San Medio, martire. - Morte di San Giovanni VII, settantasettesimo Papa di Alessandria. - Morte di San Giovanni XVII, centocinquesimo Papa di Alessandria. - Martirio di the San Midio. |
| 14         | 9        | 22         | - Morte di San Massimo, quindicesimo Papa di Alessandria. |
| 15         | 10       | 23         | - Consacrazione del primo altare per San Nicola, vescovo di Myra, per i cristiani giacobiti. - Consacrazione della chiesa di Sant'Agabo, apostolo. - Morte di Sant'Alessandra, imperatrice. - Morte di San Marco VI, centounesimo Papa di Alessandria.                                                                    |
| 16         | 11       | 24         | - Martirio di Sant'Antipa, vescovo di Pergamo. |
| 17         | 12       | 25         | - Martirio di San Giacomo il Maggiore, apostolo e fratello di San Giovanni apostolo ed evangelista. |
| 18         | 13       | 26         | - Martirio di Sant'Arsenio |
| 19         | 14       | 27         | - Martirio di San Simeone l'armeno, vescovo di Persia e di altri centocinquanta con lui. - Martirio di the Santa Youhanna Abu Nagaah El-Kabeer - Martirio di the San Vizier Abu Elaala Fahd ibn Ibrahim e dei suoi compagni. - Martirio di San Daoud, monaco.                                                             |
| 20         | 15       | 28         | - Martirio di San Babnuda. |
| 21         | 16       | 29         | - Commemorazione della Santa Vergine Maria, madre di Dio (Theotókos). - Morte di Sant'Ieroteo da Atene. |
| 22         | 17       | 30         | - Morte di Sant'Isacco di Hourin. - Morte di Sant'Alessandro I, diciannovesimo Papa di Alessandria - Morte di San Marco II, quarantanovesimo Papa di Alessandria - Morte di San Michele II, cinquantatreesimo Papa di Alessandria                                                                                         |
| 23         | 18       | Maggio 1   | - Martirio di San Giorgio, principe dei martiri. |
| 24         | 19       | 2          | - Morte di San Shenuda I, cinquantacinquesimo Papa di Alessandria. - Martirio di San Sina, soldato. |
| 25         | 20       | 3          | - Martirio di Santa Sara di Antiochio e dei suoi due figli. - Commemorazione dei Santi Babnuda (Pafnuto), eremita, Teodoro l'adoratore e di altri cento martiri. |
| 26         | 21       | 4          | - Morte di San Giovanni VII, settantottesimo Papa di Alessandria |
| 27         | 22       | 5          | - Martirio di San Boctore, figlio di Romano. |
| 28         | 23       | 6          | - Martirio di San Milio, asceta. - Morte di Sant'Elena, imperatrice. |
| 29         | 24       | 7          | - Morte di Sant'Erasto, apostolo. - Morte di Sant'Acacio, vescovo di Gerusalemme. |
| 30         | 25       | 8          | - Martirio di San Marco, apostolo ed evangelista della terra d'Egitto. |